# Eugene Levy
Eugene Levy CM (nascut el 17 de desembre de 1946) és un actor i còmic canadenc. Des de 1976 fins a 1984, va aparèixer a la sèrie de comèdia d'esquetx de televisió canadenca  SCTV. També ha aparegut a la sèrie de pel·lícules  American Pie i a la sitcom canadenca Schitt's Creek. Sovint interpreta personatges inquiets i poc convencionals. És un col·laborador habitual de l'actor i director Christopher Guest, que apareix i coescriu quatre de les seves pel·lícules, començant amb Waiting for Guffman (1996).
El 2004, Levy va guanyar un Premi Grammy a la millor cançó escrita per a mitjans visuals per "A Mighty Wind" de la pel·lícula homònima que va coescriure. Levy va rebre el Governor General's Performing Arts Award, el màxim honor del Canadà en les arts escèniques, l'any 2008. Va ser nomenat membre de l'Ordre del Canadà el 30 de juny de 2011. Des de 2015 fins al 2020, va interpretar a Johnny Rose a Schitt's Creek, una sèrie de comèdia que va co-crear amb el seu fill i coprotagonista Dan Levy. El 2019 i el 2020, va ser nominat al Primetime Emmy Award com a millor actor principal en una sèrie de comèdia, que va guanyar el 2020. Levy ha guanyat diversos reconeixements al llarg de la seva carrera, inclosos quatre Primetime Emmy Award i al Premi Grammy.
El 2024 va aparèixer a la quarta temporada de la sèrie Only Murders in the Building, fent, sota el seu propi nom, el paper d’actor que representa el personatge de Steve Martin.

## Primers anys
Levy va néixer en una família jueva al centre de Hamilton, Ontario. La seva mare, Rebecca (Kudlatz), era mestressa de casa, i el seu pare treballava en una fàbrica d'automòbils. Té un germà, Fred, i una germana, Barbara. La seva mare va néixer a Glasgow, Escòcia, de pares jueus polonesos i posteriorment es va traslladar al Canadà.
Levy va assistir a la Westdale Secondary School, on va ser president del consell d'estudiants. Posteriorment va assistir a la McMaster University. Va ser vicepresident del McMaster Film Board, un grup de cinema d'estudiants, on va conèixer el cineasta Ivan Reitman.

## Carrera

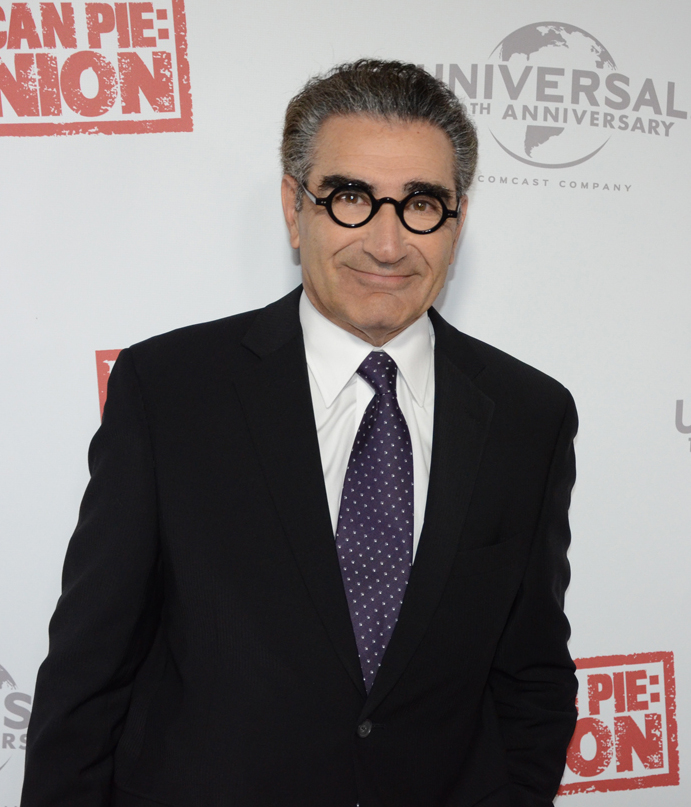
Levy a l'estrena d' American Reunion el 2012

La producció a Toronto de 1972–1973 de l'èxit musical Godspell es va estrenar al Royal Alexandra Theatre i estava pensada per ser una sèrie d'unes quantes dotzenes d'actuacions per a una subscripció pública. El repartiment es va extreure completament d'intèrprets locals, en lloc d'un repartiment de gira. La producció de Toronto va llançar les carreres de molts actors, inclosos Levy, Victor Garber, Andrea Martin, Gilda Radner, Dave Thomas i Martin Short, així com el director musical de l'espectacle, Paul Shaffer. Howard Shore va tocar el saxofon per aquesta producció. Després d'una resposta entusiasta del públic, la funció programada al Royal Alexandra va acabar i l'espectacle es va traslladar a la ciutat a la Bayview Playhouse a Leaside. La producció de Bayview Playhouse va durar fins a l'agost de 1973, amb una sèrie rècord de 488 actuacions.
Un antic alumne tant de The Second City, Toronto i de la sèrie de comèdia Second City Television, Levy sovint interpreta personatges secundaris inusuals amb tiny nerd. Potser el seu paper més conegut a SCTV és el ximple Earl Camembert, un presentador de notícies per a "SCTV News" i una paròdia del periodista canadenc de la vida real Earl Cameron. Les celebritats suplantades per Levy a SCTV inclouen Perry Como, Ricardo Montalbán, Alex Trebek, Sean Connery, Howard Cosell, Henry Kissinger, Menachem Begin, Bud Abbott, Milton Berle, John Charles Daly, Gene Shalit, Judd Hirsch, Jack Carter, Muammar al-Gaddafi, Tony Dow, James Caan, Lorne Greene, Rex Reed, Ralph Young (de Sandler i Young), F. Lee Bailey, Ernest Borgnine, antic forense en cap d'Ontario i presentador de tertúlies Dr. Morton Shulman, Norman Mailer, Neil Sedaka i Howard McNear com a Floyd el barber.
Les caracteritzacions originals de Levy a SCTV són el reporter de notícies Earl Camembert, el còmic Bobby Bittman, l'empresari d'escàndols Dr. Raoul Withers, el naïf "informe sobre els negocis" Brian Johns, l'autor de terror en 3D Woody Tobias Jr., l'alegre acordiónista Stan Schmenge,l'intèrpret de somnis Raoul Wilson, el locutor esportiu amb veu de martell Lou Jaffe, el diminut patriarca sindical Sid Dithers ("San Francisckie! Vau conduir o vau volar?"), el comentarista d'actualitat Joel Weiss, Dougal Currie, moderador de l'espectacle del panell amb botons Dougal Currie, l'elegant presentador de Just for Fun Stan Kanter, l'enèrgic venedor d'automòbils usats Al Peck, el guàrdia de seguretat Gus Gustofferson, Phil the Garment King (també de Phil's Nails) i l'inepte ballarí adolescent Mel Slirrup, presentador de l'espectacle Rockin'.
Tot i que només ha estat l'estrella "per sobre del títol" en dues pel·lícules, Armats i perillosos (1986) i El cap  (2005), ha tingut un lloc destacat en moltes pel·lícules. És el coguionista i membre freqüent del repartiment de les fitxes documentals de Christopher Guest, en particular A Mighty Wind, on la seva simpàtica interpretació com a inestable cantant de folk Mitch Cohen va guanyar elogis; els seus reconeixements van incloure un Premi Satellite al Millor Actor Repartiment - Pel·lícula i el prestigiós New York Film Critics Circle Award al Millor Actor Repartiment. A les dècades de 1980 i 1990, va aparèixer a Splash, National Lampoon’s Vacation, Club Paradise, Stay Tuned, Multiplicity, Serendipity i altres comèdies. Levy va ser el creador de  Maniac Mansion , una sèrie de televisió basada en el videojoc del mateix nom de LucasArts. També va ser considerat seriosament pel paper de Toby Ziegler a The West Wing, un paper que va ser per a l'actor Richard Schiff.
Levy, juntament amb el seu fill Dan Levy, és co-creador del sitcom de la CBC/ Pop TV sitcom Schitt's Creek. També protagonitza el programa al costat del seu fill com a cap de la família Rose, Johnny Rose. La seva filla, Sarah Levy, interpreta Twyla Sands, la cambrera del restaurant Schitt's Creek. El seu germà Fred també és productor del show.

## Vida personal
Levy es va casar amb Deborah Divine el 1977. La carrera de Divine ha estat en la producció de televisió. La parella té dos fills que van criar a Toronto: els actors Dan i Sarah, tots dos protagonitzen al costat del seu pare a Schitt's Creek.
Levy és un defensor de la conscienciació i el tractament de l'autisme. Era amic íntim de l'actor John Candy. Levy és membre de l'organització benèfica canadenca Artists Against Racism.

## Filmografia

### Cinema
| Any  | Títol                                          | Paper                                             | Notes                                       |
| ---- | ---------------------------------------------- | ------------------------------------------------- | ------------------------------------------- |
| 1971 | Foxy Lady                                      | Coffee Boy                                        |                                             |
| 1973 | Cannibal Girls                                 | Clifford Sturges                                  | Premi al millor actor al Festival de Sitges |
| 1979 | Running                                        | Richie Rosenberg                                  |                                             |
| 1980 | Nothing Personal                               | Marty                                             |                                             |
| 1980 | Deadly Companion                               | Matt                                              |                                             |
| 1981 | Heavy Metal                                    | Captain Lincoln F. Sternn / Male Reporter / Edsel | Veus                                        |
| 1983 | National Lampoon’s Vacation                    | Ed, venedor de cotxes                             |                                             |
| 1983 | Going Berserk                                  | Sal DiPasquale                                    |                                             |
| 1984 | Splash                                         | Walter Kornbluth                                  |                                             |
| 1986 | Club Paradise                                  | Barry Steinberg                                   |                                             |
| 1986 | Armats i perillosos                            | Norman Kane                                       |                                             |
| 1987 | Bride of Boogedy                               | Tom Lynch                                         |                                             |
| 1989 | Speed Zone                                     | Leo Ross                                          |                                             |
| 1991 | Father of the Bride                            | Singer at Audition                                |                                             |
| 1992 | Once Upon a Crime                              | Casino Cashier                                    | Sense acreditar També director              |
| 1992 | Stay Tuned                                     | Crowley                                           |                                             |
| 1994 | I Love Trouble                                 | Ray, la Justícia de la Pau                        |                                             |
| 1995 | Father of the Bride Part II                    | Mr. Habib                                         |                                             |
| 1996 | Multiplicity                                   | Vic                                               |                                             |
| 1996 | Waiting for Guffman                            | Dr. Allan Pearl                                   | També guionista                             |
| 1998 | Almost Heroes                                  | Guy Fontenot                                      |                                             |
| 1998 | Holy Man                                       | Guy on Background TV                              | Sense acreditar                             |
| 1998 | Richie Rich's Christmas Wish                   | Professor Keanbean                                | Direct-to-video                             |
| 1999 | The Secret Life of Girls                       | Hugh Sanford                                      |                                             |
| 1999 | Dogmatic                                       | Larry                                             |                                             |
| 1999 | American Pie                                   | Noah Levenstein                                   |                                             |
| 2000 | Silver Man                                     | Leon                                              |                                             |
| 2000 | Best in Show                                   | Gerry Fleck                                       | També guionista                             |
| 2000 | The Ladies Man                                 | Bucky Kent                                        |                                             |
| 2001 | Down to Earth                                  | Keyes                                             |                                             |
| 2001 | Josie and the Pussycats                        | Ell mateix                                        |                                             |
| 2001 | American Pie 2                                 | Noah Levenstein                                   |                                             |
| 2001 | Serendipity                                    | Bloomingdales Clerk                               |                                             |
| 2002 | Repli-Kate                                     | Jonas Fromer / Repli-Jonas                        |                                             |
| 2002 | Like Mike                                      | Frank Bernard                                     |                                             |
| 2003 | Bringing Down the House                        | Howie Rottman                                     |                                             |
| 2003 | A Mighty Wind                                  | Mitch Cohen                                       | També guionista                             |
| 2003 | Dumb & Dumberer: When Harry Met Lloyd          | Principal Collins                                 |                                             |
| 2003 | American Wedding                               | Noah Levenstein                                   |                                             |
| 2004 | New York Minute                                | Max Lomax                                         |                                             |
| 2005 | El cap                                         | Andy Fiddler                                      |                                             |
| 2005 | American Pie Presents: Band Camp               | Noah Levenstein                                   | Direct-to-DVD                               |
| 2005 | Cheaper by the Dozen 2                         | Jimmy Murtaugh                                    |                                             |
| 2006 | Curious George                                 | Clovis                                            | Veu                                         |
| 2006 | Over the Hedge                                 | Lou                                               | Veu                                         |
| 2006 | For Your Consideration                         | Morley Orfkin                                     | També guionista                             |
| 2006 | American Pie Presents: The Naked Mile          | Noah Levenstein                                   | Direct-to-DVD                               |
| 2007 | American Pie Presents: Beta House              | Noah Levenstein                                   | Direct-to-DVD                               |
| 2009 | Gooby                                          | Mr. Nerdlinger                                    |                                             |
| 2009 | Night at the Museum: Battle of the Smithsonian | Albert Einstein Bobbleheads                       |                                             |
| 2009 | Taking Woodstock                               | Max Yasgur                                        |                                             |
| 2009 | Astro Boy                                      | Orrin                                             | Veu                                         |
| 2009 | American Pie Presents: The Book of Love        | Noah Levenstein                                   | Direct-to-DVD                               |
| 2011 | Goon                                           | Dr. Glatt                                         |                                             |
| 2012 | American Reunion                               | Noah Levenstein                                   |                                             |
| 2012 | Madea's Witness Protection                     | George Needleman                                  |                                             |
| 2015 | Being Canadian                                 | Ell mateix                                        | Documentary                                 |
| 2016 | Finding Dory                                   | Charlie                                           | Veu                                         |
| 2021 | Star-Crossed: The Film                         | Doctor                                            |                                             |

### Televisió
| Any       | Títol                                        | Paper                  | Notes                                                                                         |
| --------- | -------------------------------------------- | ---------------------- | --------------------------------------------------------------------------------------------- |
| 1975–1979 | King of Kensington                           | Bernie / Freddie Cohen | 2 episodis                                                                                    |
| 1976      | The Sunshine Hour                            | Diversos               |                                                                                               |
| 1976–1977 | Stay Tuned                                   | Diversos               |                                                                                               |
| 1976–1984 | SCTV                                         | Diversos               | També guionista                                                                               |
| 1985      | The Last Polka                               | Stan Shmenge           | Telefilm; També guionista                                                                     |
| 1985      | George Burns Comedy Week                     | Robert                 | Episodi: "Home for Dinner"                                                                    |
| 1985      | Martin Short: Concert for the North Americas | Stupid Eddie / Buddy   | Veu; Especial de televisió                                                                    |
| 1986      | Billy Crystal: Don't Get Me Started          | Morty Arnold           | Especial de televisió                                                                         |
| 1987      | The Disney Sunday Movie                      | Tom Lynch              | Episodi: "Bride of Boogedy"                                                                   |
| 1988      | The Ray Bradbury Theater                     | Bert Harris            | Episodi: "Skeleton"                                                                           |
| 1992      | I, Martin Short, Goes Hollywood              | Studio Head            | Veu; Especial de televisió                                                                    |
| 1992      | Partners 'N' Love                            | David Grodin           | Telefilm                                                                                      |
| 1992      | Camp Candy                                   | Unnamed character      | Veu; Episodi: "When It Rains... It Snows"                                                     |
| 1993      | Maniac Mansion                               | Doc Ellis              | Episodi: "Freddie Had a Little Lamb" També creador, guionista, director, i productor executiu |
| 1994      | The Martin Short Show                        |                        | Va dirigir dos episodis                                                                       |
| 1995      | Harrison Bergeron                            | President McCloskey    | Telefilm                                                                                      |
| 1996      | Road to Avonlea                              | Rudy Blaine            | Episodi: "King of the Great White Way"                                                        |
| 1996–1997 | Duckman                                      | Dr. Craig Ehrlich      | Veu; 2 episodis                                                                               |
| 1997–1998 | Hiller and Diller                            | Gordon Schermerhorn    | 13 episodis                                                                                   |
| 1998      | Mad About You                                | Doctor                 | Episodi: "Nat & Arley"                                                                        |
| 1998      | Hercules                                     | King Midas             | Veu; Episodi: "Hercules and the Golden Touch"                                                 |
| 1998      | The Drew Carey Show                          | Dr. Rider              | Episodi: "The Engagement"                                                                     |
| 1999      | The Wonderful World of Disney                | Larry                  | Episodi: "Dogmatic"                                                                           |
| 2000      | Dilbert                                      | Plug Guard             | Veu; Episodi: "The Return"                                                                    |
| 2002      | Off Centre                                   | Dr. Barry Wasserman    | 2 episodis                                                                                    |
| 2002–2004 | Greg the Bunny                               | Gil Bender             | 13 episodis                                                                                   |
| 2012      | I, Martin Short, Goes Home                   | Mr. Mortimer Rickards  | Especial de televisió                                                                         |
| 2013–2014 | Package Deal                                 | McKenzie               | 3 episodis                                                                                    |
| 2014      | Working the Engels                           | Arthur Horowitz        | Episodi: "Meet Irene Horowitz"                                                                |
| 2015–2020 | Schitt's Creek                               | Johnny Rose            | 80 episodis; també creador, guionista i productor executiu                                    |
| 2020      | The Ellen DeGeneres Show                     | Ell mateix / convidat  | 10 de gener de 2020; amb Ellen DeGeneres                                                      |
| 2021      | Saturday Night Live                          | Ell mateix / Cameo     | Episodi: "Dan Levy/Phoebe Bridgers"                                                           |

### Altres
| Any  | Títol                                              | Paper                          | Notes                                      | Ref.   |
| ---- | -------------------------------------------------- | ------------------------------ | ------------------------------------------ | ------ |
| 1993 | The Wacky World of Miniature Golf with Eugene Levy | Artista                        | Veu; Philips CD-i game                     |        |
| 1996 | Creature Crunch                                    | Brian, personatges addicionals | Veu; videojoc                              | [ 17 ] |
| 2015 | R40 Live                                           | Rockin' Mel – Host             | Emcee of early 1970s era spoofed rock show |        |
| 2020 | Canada: Far and Wide                               | Narrador                       | Veu; curtmetratge a Epcot                  |        |

## Premis i nominacions
Levy, juntament amb Christopher Guest i Michael McKean, van ser guardonats amb el Premi Grammy 2003 pel Millor cançó escrita per una pel·lícula, televisió o altres mitjans visuals per a la cançó del títol de A Mighty Wind.
El març de 2006, es va anunciar que rebria una estrella al Canada's Walk of Fame. El 2002, tot el repartiment de SCTV va rebre una estrella del grup, i encara que Levy no s'esmenta a l'estrella real, encara va ser inclòs com a part del grup. Això el converteix en un dels quatre únics honors en dues ocasions, juntament amb els antics alumnes de SCTV John Candy, Martin Short i Catherine O'Hara. Levy és una de les poques persones que ha guanyat almenys cinc Canadian Comedy Awards, inclosos dos a la millor guió ("Best in Show  el 2001 i  A Mighty Wind el 2004) i tres al millor intèrpret masculí (Best in Show,  American Pie 2  el 2002 i A Mighty Wind ').
El 2008, el Gobernador General del Canadà va lliurar a Levy els Premis per a les arts escèniques del Governador General (GGPAA), un premi per a tota la vida considerat "pel seu treball excepcional i la seva contribució duradora a les arts escèniques al Canadà". El 2010 va rebre el Premi ACTRA pel sindicat que representa els actors del Canadà. El 2011 Levy va ser nomenat membre de l'Orde del Canadà "per les seves contribucions com a actor i escriptor còmic, i per la seva dedicació a causes benèfiques."
El 22 de maig de 2012, Levy va pronunciar un discurs de graduació a la Dalhousie University, a Halifax, Nova Escòcia, i va rebre el títol de Doctor en Dret (honoris causa). L'11 de juny de 2012, el tinent governador d'Ontario va lliurar a Levy la Medalla del jubileu de diamant de la reina Isabel II.
El 13 de març de 2016, Levy es va endur el premi a la "Millor actuació d'un actor en un paper de còmic principal continuat" a la quarta edició dels Canadian Screen Awards, per la seva actuació com Johnny Rose al sitcom de la CBC /  Pop TV Schitt's Creek.
| Any  | Premi                                                     | Categoria                                                                                | Obra                                                                                | Result    | Ref    |
| ---- | --------------------------------------------------------- | ---------------------------------------------------------------------------------------- | ----------------------------------------------------------------------------------- | --------- | ------ |
| 1973 | VI Festival Internacional de Cinema Fantàstic i de Terror | Medalla Sitges en Plata de Ley al millor actor                                           | Cannibal Girls                                                                      | Guanyador | [ 23 ] |
| 1982 | Primetime Emmy Awards                                     | Escriptura destacada en un programa musical o varietats                                  | SCTV Network 90 (Episodi: Moral Majority Show)                                      | Guanyador | [ 24 ] |
| 1982 | Primetime Emmy Awards                                     | Escriptura destacada en un programa musical o varietats                                  | SCTV Network 90 (Episodis: Cycle Two, Show Two and Christmas Show)                  | Nominat   | [ 24 ] |
| 1983 | Primetime Emmy Awards                                     | Escriptura destacada en un programa musical o varietats                                  | SCTV Network 90 (Episodes: The Energy Ball and Sweeps Week)                         | Guanyador | [ 24 ] |
| 1983 | Primetime Emmy Awards                                     | Escriptura destacada en un programa musical o varietats                                  | SCTV Network 90 (Episodis: The Christmas Show, Towering Inferno, and Jane Eyrehead) | Nominat   | [ 24 ] |
| 1984 | CableACE Awards                                           | Ace Award al guió de comèdia o programa musical                                          | SCTV Channel                                                                        | Nominat   |        |
| 1985 | CableACE Awards                                           | Ace Award a la millor comèdia especial                                                   | The Last Polka                                                                      | Nominat   |        |
| 1985 | CableACE Awards                                           | Ace Award a l’actuació en comèdia especial                                               | The Last Polka                                                                      | Nominat   |        |
| 1989 | Cable ACE Awards                                          | Ace Award per dirigir una comèdia especial                                               | Biographies: The Enigma of Bobby Bittman                                            | Nominat   |        |
| 1989 | Cable ACE Awards                                          | Ace Award pel guió d’una comèdia especial                                                | Biographies: The Enigma of Bobby Bittman                                            | Nominat   |        |
| 1992 | Gemini Awards                                             | Millor sèrie de comèdia                                                                  | Maniac Mansion                                                                      | Nominat   | [ 25 ] |
| 1992 | Gemini Awards                                             | Millor guió de comèdia, varietats o musical                                              | Maniac Mansion                                                                      | Nominat   | [ 25 ] |
| 1993 | Gemini Awards                                             | Millor sèrie de comèdia                                                                  | Maniac Mansion                                                                      | Nominat   |        |
| 1994 | Gemini Awards                                             | Millor sèrie de comèdia                                                                  | Maniac Mansion                                                                      | Nominat   |        |
| 1994 | Banff Television Festival                                 | Sir Peter Ustinov Awards                                                                 |                                                                                     | Awarded   | [ 26 ] |
| 1995 | Gemini Awards                                             | Earle Grey Award (amb l’equip de SCTV)                                                   | SCTV                                                                                | Awarded   | [ 27 ] |
| 1998 | Independent Spirit Awards                                 | Millor guió                                                                              | Waiting for Guffman                                                                 | Nominat   | [ 28 ] |
| 2000 | Blockbuster Entertainment Awards                          | Actor secundari favorit, Comèdia                                                         | American Pie                                                                        | Guanyador | [ 29 ] |
| 2000 | American Comedy Awards                                    | Actor secundari més divertit en llargmetratge                                            | American Pie                                                                        | Nominat   |        |
| 2000 | Writers Guild of America Awards                           | Millor guió                                                                              | Best in Show                                                                        | Nominat   | [ 30 ] |
| 2001 | Canadian Comedy Awards                                    | Millor actuació masculina en pel·lícula                                                  | Best in Show                                                                        | Guanyador | [ 31 ] |
| 2001 | Canadian Comedy Awards                                    | Millor guió – Pel·lícula                                                                 | Best in Show                                                                        | Guanyador | [ 31 ] |
| 2002 | Canadian Comedy Awards                                    | Millor actuació masculina en pel·lícula                                                  | American Pie 2                                                                      | Guanyador | [ 32 ] |
| 2003 | New York Film Critics Circle Awards                       | Millor actor secundari                                                                   | A Mighty Wind                                                                       | Guanyador | [ 33 ] |
| 2003 | Seattle Film Critics Awards                               | Millor música                                                                            | A Mighty Wind                                                                       | Guanyador | [ 34 ] |
| 2003 | Seattle Film Critics Awards                               | Millor guió, Original                                                                    | A Mighty Wind                                                                       | Runner-up | [ 34 ] |
| 2003 | Teen Choice Awards                                        | Choice Movie Chemistry                                                                   | Bringing Down the House                                                             | Nominat   | [ 35 ] |
| 2003 | Florida Film Critics Circle Awards                        | Millor repartiment                                                                       | A Mighty Wind                                                                       | Guanyador | [ 36 ] |
| 2004 | Canadian Comedy Awards                                    | Millor actuació masculina en pel·lícula                                                  | A Mighty Wind                                                                       | Guanyador | [ 37 ] |
| 2004 | Canadian Comedy Awards                                    | Millor guió - pel·lícula                                                                 | A Mighty Wind                                                                       | Guanyador | [ 37 ] |
| 2004 | Broadcast Film Critics Association Awards                 | Critics' Choice Award a la millor cançó                                                  | A Mighty Wind                                                                       | Guanyador | [ 38 ] |
| 2004 | Premis Grammy                                             | Millor cançó escrita per a una pel·lícula, televisió o altres mitjans visuals            | A Mighty Wind                                                                       | Guanyador | [ 39 ] |
| 2004 | Satellite Awards                                          | Golden Satellite Award a la millor interpretació d'un actor secundari, comèdia o musical | A Mighty Wind                                                                       | Guanyador |        |
| 2004 | AARP Movies for Grownups                                  | Millora ctuació                                                                          | A Mighty Wind                                                                       | Guanyador |        |
| 2004 | AARP Movies for Grownups                                  | Best Grownup Love Story                                                                  | A Mighty Wind                                                                       | Nominat   |        |
| 2004 | International Online Cinema Awards                        | Millor cançó original                                                                    | A Mighty Wind                                                                       | Nominat   |        |
| 2004 | Gold Derby Awards                                         | Millor repartiment                                                                       | A Mighty Wind                                                                       | Nominat   |        |
| 2004 | Teen Choice Awards                                        | Choice Movie Liar                                                                        | New York Minute                                                                     | Nominat   |        |
| 2004 | Independent Spirit Awards                                 | Millor guió                                                                              | A Mighty Wind                                                                       | Nominat   | [ 40 ] |
| 2004 | Phoenix Film Critics Society Awards                       | Millor repartiment                                                                       | A Mighty Wind                                                                       | Nominat   |        |
| 2006 | DVD Exclusive Awards                                      | Millor actor secundari (en una estrena en DVD)                                           | American Pie Presents: Band Camp                                                    | Nominat   |        |
| 2006 | Gotham Independent Film Award                             | Millor repartiment                                                                       | For Your Consideration                                                              | Nominat   | [ 41 ] |
| 2006 | Razzie Awards                                             | Pitjor actor secundari                                                                   | Cheaper by the Dozen 2                                                              | Nominat   | [ 42 ] |
| 2006 | Razzie Awards                                             | Pitjor actor secundari                                                                   | El cap                                                                              | Nominat   | [ 42 ] |
| 2007 | AARP Movies for Grownups                                  | Millor guionista                                                                         | For Your Consideration                                                              | Nominat   |        |
| 2008 | Gobernador General del Canadà                             | Premi d'Arts Escèniques del Governador General                                           | Assoliment de tota la vida                                                          | Awarded   | [ 18 ] |
| 2010 | AARP Movies for Grownups                                  | Millor actor secundari                                                                   | Taking Woodstock                                                                    | Nominat   |        |
| 2010 | ACTRA Awards                                              | ACTRA Premi a l’Excel·lència                                                             | Assoliment de tota una vida                                                         | Awarded   | [ 43 ] |
| 2011 | Banff World Media Festival Rockie Awards                  | Premi a l’Excel·lencia                                                                   |                                                                                     | Awarded   | [ 44 ] |
| 2016 | Canadian Screen Awards                                    | Premi Llegat                                                                             | Assoliment de tota una vida                                                         | Awarded   | [ 45 ] |
| 2016 | Canadian Screen Awards                                    | Millor sèrie de comèdia                                                                  | Schitt's Creek                                                                      | Guanyador | [ 46 ] |
| 2016 | Canadian Screen Awards                                    | Millor interpretació d'un actor en un paper de còmic principal continuat                 | Schitt's Creek                                                                      | Guanyador | [ 46 ] |
| 2016 | Behind the Voice Actors Awards                            | Millor conjunt vocal en un llargmetratge                                                 | Finding Dory                                                                        | Guanyador | [ 47 ] |
| 2017 | ACTRA Awards                                              | Conjunt de membres de la sèrie                                                           | Schitt's Creek                                                                      | Nominat   | [ 48 ] |
| 2017 | Canadian Screen Awards                                    | Millor sèrie de comèdia                                                                  | Schitt's Creek                                                                      | Nominat   | [ 49 ] |
| 2017 | Canadian Screen Awards                                    | Millor interpretació d'un actor en un paper de còmic principal continuat                 | Schitt's Creek                                                                      | Nominat   | [ 49 ] |
| 2017 | Kids' Choice Awards                                       | #Squad                                                                                   | Finding Dory                                                                        | Guanyador | [ 50 ] |
| 2018 | ACTRA Award                                               | Members' Choice Series Ensemble                                                          | Schitt's Creek                                                                      | Nominat   | [ 51 ] |
| 2018 | Canadian Screen Awards                                    | Millor interpretació d'un actor en un paper de còmic principal continuat                 | Schitt's Creek                                                                      | Nominat   | [ 52 ] |
| 2019 | ACTRA Awards                                              | Members' Choice Series Ensemble                                                          | Schitt's Creek                                                                      | Guanyador | [ 53 ] |
| 2019 | Canadian Screen Awards                                    | Millor sèrie de comèdia                                                                  | Schitt's Creek                                                                      | Guanyador | [ 54 ] |
| 2019 | Canadian Screen Awards                                    | Millor interpretació d'un actor en un paper de còmic principal continuat                 | Schitt's Creek                                                                      | Nominat   | [ 54 ] |
| 2019 | Critics' Choice Television Awards                         | Millor actor en una sèrie de comèdia                                                     | Schitt's Creek                                                                      | Nominat   | [ 55 ] |
| 2019 | Gold Derby Awards                                         | Actor còmic principal                                                                    | Schitt's Creek                                                                      | Nominat   | [ 56 ] |
| 2019 | Primetime Emmy Awards                                     | Sèrie principal de comèdia                                                               | Schitt's Creek                                                                      | Nominat   | [ 57 ] |
| 2019 | Primetime Emmy Awards                                     | Actor principal en sèrie de comèdia                                                      | Schitt's Creek                                                                      | Nominat   | [ 57 ] |
| 2019 | Satellite Awards                                          | Millor actor en sèrie, comèdia i musical                                                 | Schitt's Creek                                                                      | Nominat   | [ 58 ] |
| 2019 | Screen Actors Guild Awards                                | Actuació destacada d'un conjunt en una sèrie de comèdia                                  | Schitt's Creek                                                                      | Nominat   | [ 59 ] |
| 2020 | Producers Guild of America Awards                         | Premi Danny Thomas al millor productor de televisió episòdica - comèdia                  | Schitt's Creek                                                                      | Nominat   | [ 60 ] |
| 2020 | Canadian Screen Awards                                    | Millor sèrie de comèdia                                                                  | Schitt's Creek                                                                      | Guanyador | [ 61 ] |
| 2020 | Canadian Screen Awards                                    | Millor interpretació d'un actor en un paper de còmic principal continuat                 | Schitt's Creek                                                                      | Guanyador | [ 61 ] |
| 2020 | Newport Beach Film Festival                               | Assoliment de tota una vida Award                                                        | Assoliment de tota una vida                                                         | Awarded   | [ 62 ] |
| 2020 | Primetime Emmy Awards                                     | Millor sèrie de comèdia                                                                  | Schitt's Creek                                                                      | Guanyador | [ 57 ] |
| 2020 | Primetime Emmy Awards                                     | Millor actor en sèrie de comèdia                                                         | Schitt's Creek                                                                      | Guanyador | [ 57 ] |
| 2021 | Critics' Choice Television Awards                         | Millor actor en sèrie de comèdia                                                         | Schitt's Creek                                                                      | Nominat   | [ 63 ] |
| 2021 | Golden Globe Awards                                       | millor actor en sèrie de televisió                                                       | Schitt's Creek                                                                      | Nominat   | [ 64 ] |
| 2021 | Satellite Awards                                          | millor actor en sèrie de televisió                                                       | Schitt's Creek                                                                      | Nominat   | [ 65 ] |
| 2021 | Screen Actors Guild Awards                                | millor actor en sèrie de comèdia                                                         | Schitt's Creek                                                                      | Nominat   | [ 66 ] |
| 2021 | Screen Actors Guild Awards                                | Millor repartiment en sèrie de comèdia                                                   | Schitt's Creek                                                                      | Guanyador | [ 66 ] |
| 2021 | Canadian Screen Awards                                    | Millor sèrie de comèdia                                                                  | Schitt's Creek                                                                      | Guanyador | [ 67 ] |
| 2021 | Canadian Screen Awards                                    | Millor interpretació d'un actor en un paper de còmic principal continuat                 | Schitt's Creek                                                                      | Nominat   | [ 67 ] |